# Mattia Casse
Mattia Casse (19 februari 1990) is een Italiaanse alpineskiër.

## Carrière
Casse maakte zijn wereldbekerdebuut in december 2009 in Bormio. In februari 2011 scoorde hij in Hinterstoder zijn eerste wereldbekerpunten. In december 2015 behaalde de Italiaan in Beaver Creek zijn eerste toptienklassering in een wereldbekerwedstrijd.
Op de wereldkampioenschappen alpineskiën 2017 in Sankt Moritz eindigde Casse als negentiende op de Super G en als 22e op de afdaling. In Åre nam hij deel aan de wereldkampioenschappen alpineskiën 2019. Op dit toernooi eindigde hij als achtste op de Super G, als zeventiende op de afdaling en als 27e op de alpine combinatie.

## Resultaten

### Wereldkampioenschappen
| Jaar | Plaats             | Resultaten                                      |
| ---- | ------------------ | ----------------------------------------------- |
| 2017 | Sankt Moritz       | 19e Super G 22e Afdaling DNF2 Alpine combinatie |
| 2019 | Åre                | 8e Super G 17e Afdaling 27e Alpine combinatie   |
| 2021 | Cortina d'Ampezzo  | DNF Super G                                     |
| 2023 | Courchevel-Méribel | 13e Super G 20e Afdaling DSQ1 Alpine combinatie |
| 2025 | Saalbach           | 7e Teamcombinatie 22e Afdaling 23e Super G      |

### Wereldbeker
Eindklasseringen
| Seizoen   | Algm | AD  | RS | SG  | AC  |
| --------- | ---- | --- | -- | --- | --- |
| 2010/2011 | 164e | -   | -  | 57e | -   |
| 2011/2012 | 92e  | 43e | 41 | 54e | 32e |
|           |      |     |    |     |     |
| 2013/2014 | 126e | -   | -  | 43e | -   |
| 2014/2015 | 85e  | 40e | -  | 37e | 28e |
| 2015/2016 | 48e  | 31e | -  | 17e | 32e |
| 2016/2017 | 109e | 44e | -  | -   | 26e |
| 2017/2018 | 154e | -   | -  | 50e | -   |
| 2018/2019 | 77e  | 30e | -  | 32e | 41e |
| 2019/2020 | 26e  | 24e | -  | 6e  | -   |
|           |      |     |    |     |     |
| 2021/2022 | 55e  | 30e | -  | 24e |     |
| 2022/2023 | 14e  | 6e  | -  | 14e |     |
| 2023/2024 | 21e  | 12e | -  | 13e |     |
| 2024/2025 | 18e  | 17e | -  | 7e  |     |

Wereldbekerzeges
| Datum      | Plaats      | Onderdeel |
| ---------- | ----------- | --------- |
| 20-12-2024 | Val Gardena | Super G   |